# Ctenotus nasutus
Ctenotus nasutus (довгоносий гребневухий сцинк) — вид сцинкоподібних ящірок родини сцинкових (Scincidae). Ендемік Австралії. Вид названий на честь німецького антрополога Моріца фон Леонарді.

## Поширення і екологія
Довгоносі гребневухі сцинки поширені у внутрішніх районах Західної Австралії та на крайньому південному заході Північної Території. Вони живуть серед піщаних дюн і в заглибинах між дюнами, порослих спінніфексом.